# Declaración de Durban
La Declaración de Durban es un pronunciamiento público firmado por más de cinco mil médicos y científicos en el año 2000, mediante el cual afirman que el virus de la inmunodeficiencia humana (VIH) es la causa del síndrome de inmunodeficiencia adquirida (SIDA). La declaración es una respuesta al negacionismo del VIH/sida, y particularmente al apoyo que el entonces presidente de Sudáfrica, Thabo Mbeki, manifestaba a favor de los negacionistas. El documento fue publicado varias semanas antes de la Conferencia Internacional sobre el VIH/SIDA de 2000, que se realizó en Durban (Sudáfrica). Apareció en la revista Nature en una fecha que coincidió con el evento. De acuerdo con la declaración, la evidencia de que el VIH causa el sida es "clara, exhaustiva y sin ambigüedades".